# Takanosu (Akita)
Takanosu (jap. 鷹巣町, -machi, wörtlich: Falkennest) war eine Stadt im Gun Kita-Akita in der japanischen Präfektur Akita.  Sie liegt zwischen Ōdate im Osten und Noshiro im Westen nördlich.

## Geschichte
Die Stadt wurde 1950 durch einen Großbrand zerstört und in der Folge wieder aufgebaut.
Am 22. März 2003 schlossen sich die Machi Takanosu, Aikawa (合川町, -machi), Moriyoshi (森吉町, -machi) und Ani (阿仁町, -machi) zur Shi Kita-Akita zusammen.

## Verkehr
Takanosu ist angebunden durch die Nationalstraße 7 nach Niigata oder Aomori, der Anfangspunkt der Nationalstraße 105 nach Yurihonjō oder der Nationalstraße 285 nach Akita oder Kazuno.
An das Schienennetz ist Takanosu durch die JR Ōu-Hauptlinie nach Fukushima oder Aomori angebunden und Anfang der Akita-Nairiku-Linie der Akita Nairiku Jūkan Tetsudō nach Senboku.
Des Weiteren befindet sich in Takanosu der Flughafen Odate-Noshiro.

## Kultur
Takanosu ist berühmt für seine Trommeln. Die Stadt steht im Guinness-Buch der Rekorde mit der weltweit größten Trommel. Bei größeren kulturellen Straßenfesten wurden die riesigen Trommeln auf Wagen von Traktoren gezogen und geschlagen. Aus diesem Grund hatte die Stadt auch die Trommel als Wahrzeichen.
Von Zeit zu Zeit wurden auf den Straßen Stadtfeste gefeiert, wie zum Beispiel im Spätsommer Bon Odori.

## Bildung
In Takanosu befanden sich zwei von der Präfektur getragene Oberschulen: die Oberschule Takanosu und die Land- und Forstwirtschaftliche Oberschule Takanosu. Letztere Schule bildet eine Ausbildung mit 3 möglichen Vertiefungsrichtungen: Agrarchemie, Forstökologie und Ökologisches Ingenieurwesen.